# 池辺雪子
池辺 雪子（いけべ ゆきこ）は、東京都在住の主婦トレーダー（投資家）である。これまでにFX取引（外国為替証拠金取引）で得た利益は8億円を超える。彼女を有名にしたのが、2007年春、4億円の脱税の容疑で起訴され、同年夏、執行猶予付きの有罪判決が確定したニュースである。その際、その脱税によって生じる新たな所得税、延滞税、重加算税、住民税、罰金などの合計金額は約3億1900万円になり、池辺雪子はそれを全て即金で支払い、当時、マスコミが一斉にこれを報じた。
このニュースは海外でも大きく報道された。当時、女性が投資の世界でお金を稼ぐことが非常に珍しい中で、池辺雪子のように個人の女性がFXの世界で大きく大成功していることは大きな驚きであり、海外の経済紙は彼女の事を「ミセスワタナベ」「キモノ・トレーダー」と取り上げ、それ以後、「ミセスワタナベ」という単語が投資の世界で広く使われるようになった。
現在、池辺雪子は、自身のトレードの他に、証券会社によるセミナー活動や、メールマガジン、自身の経験を元にした執筆活動も行っている。

## 経歴
2007年春、4億円の脱税容疑で起訴され、同年夏、懲役1年6か月、執行猶予3年の有罪判決を受け、そして、確定する。
その時、池辺雪子の脱税額は4億4000万円であり、その脱税によって池辺雪子にかかる所得税は1億3900万円、延滞税は3600万円、重加算税は8000万円、住民税3000万円、罰金3400万円、支払額合計は3億1900万円である。池辺はそれを一括で支払う方法を選んで全額を納税した。2010年9月に執行猶予が満了する。
池辺雪子は元々はフラワーアレンジメントの教室を開いていた。
証券会社に勤務する友人から株式投資を勧められたことがきっかけで投資を始めた。
現在は自身のメールマガジンを開設し、同じくFXで成功しようとする投資家の為に情報発信をしている。

## 礒貝清明との対談
池辺雪子は、その後、同じくFX取引の脱税で話題になった磯貝清明と雑誌「ダイヤモンドZAi、7月号」（2010年5月21日発売）で対談を行った。磯貝清明の脱税額は4億5000万円、池辺雪子の脱税額は4億4000万円、2人合わせて脱税額の合計は、9億円と言う数字は世間から大きな注目を集めた。その内訳をみると、脱税で礒貝清明にかかる所得税は1億6000万円、延滞税は3400万円、重加算税は6200万円、罰金3500万円、磯貝はそれを分割で支払う方法（月に100万円ずつを支払って、それで22年間で完済する計画、また、その年度ごとの住民税も新たに払う）を選び、磯貝の国に払う支払額合計は29億1000万円となった。一方、脱税で池辺雪子にかかる所得税は1億3900万円、延滞税は3600万円、重加算税は8000万円、罰金3400万円、池辺はそれを一括で支払う方法を選び、池辺の国に払う支払額合計は3億1900万円となった。
対談の中では、2人は国税の金利、延滞税の金利が14.6パーセントととても高いこと、税金を払うのに苦労していること、また、それぞれがFXを始めたきっかけ、トレード手法、勝負した通貨、スワップポイントを語り合った。

## 著書
- 「あの4億円脱税主婦が教えるFXの奥義」（2008年11月1日、扶桑社）
- 「FX フツーの主婦でも億万長者になれた理由」（2009年9月19日、KKベストセラーズ）
- 「あの4億円脱税主婦が教える FX勝利の真髄」（2010年1月22日、扶桑社）